# Пентакарбонилрутений
Пентакарбонилрутений — неорганическое соединение, 
карбонильный комплекс рутения с формулой Ru(CO)5,
бесцветная жидкость,
не растворяется в воде.

## Получение
- Действие монооксида углерода на порошкообразный рутений:

{\displaystyle {\mathsf {Ru+5CO\ {\xrightarrow {200^{o}C,200atm}}\ Ru(CO)_{5}}}}
- Действие монооксида углерода на иодид рутения(III):

{\displaystyle {\mathsf {2RuI_{3}+10CO\ {\xrightarrow {170^{o}C,450atm,Ag}}\ 2Ru(CO)_{5}+3I_{2}}}}

## Физические свойства
Пентакарбонилрутений — бесцветная жидкость, при замерзании образует бесцветные кристаллы.
Не растворяется в воде, растворяется в этаноле, хлороформе, бензоле.

## Химические свойства
- Разлагается под действием ультрафиолета:

{\displaystyle {\mathsf {2Ru(CO)_{5}\ {\xrightarrow {h\nu }}\ Ru_{2}(CO)_{9}+CO\uparrow }}}
- Разлагается при нагревании:

{\displaystyle {\mathsf {Ru(CO)_{5}\ {\xrightarrow[{-CO}]{50^{o}C}}\ Ru_{2}(CO)_{9},Ru_{3}(CO)_{12}}}}

## Применение
- Нанесение покрытий на металлы, стекло, керамику.